# Palenciana
Palenciana is een gemeente in de Spaanse provincie Córdoba in de regio Andalusië met een oppervlakte van 16 km². Palenciana telt 1.506 inwoners (1 januari 2016).

## Demografische ontwikkeling
Bron: INE, 1857-2011: volkstellingen